# Zonopetala
Zonopetala is een geslacht van vlinders van de familie sikkelmotten (Oecophoridae), uit de onderfamilie Oecophorinae.

## Soorten
- Z. clerota Meyrick, 1883
- Z. correcta Meyrick, 1915
- Z. decisana (Walker, 1863)
- Z. didymosticha Turner, 1946
- Z. divisella (Walker, 1864)
- Z. erythrosema Meyrick, 1886
- Z. glauconephela Meyrick, 1883
- Z. melanoma Meyrick, 1884
- Z. paroospila Turner, 1946
- Z. propria Turner, 1946
- Z. quadripustulella (Walker, 1864)
- Z. synarthra Meyrick, 1886
- Z. tephrastis Turner, 1917
- Z. viscata Meyrick, 1914
- Z. zygophora Lower, 1894